# Kanton Chone
Der Kanton Chone befindet sich in der Provinz Manabí im Westen von Ecuador. Er besitzt eine Fläche von 3037 km². Im Jahr 2022 lag die Einwohnerzahl bei rund 128.200. Verwaltungssitz des Kantons ist die Stadt Chone (auch San Cayetano de Chone) mit 52.810 Einwohnern (Stand 2010).

## Lage
Der Kanton Chone liegt nordzentral in der Provinz Manabí, etwa 35 km von der Pazifikküste entfernt. Das Gebiet erstreckt sich größtenteils entlang der Westflanke der Cordillera Costanera. Im Südosten reicht es über den Gebirgskamm hinweg bis zum Río de Oro, der gemeinsam mit anderen Flüssen zum Daule-Peripa-Stausee aufgestaut wird. Der Río Pescadillo, ein weiterer Zufluss des Stausees, begrenzt das südöstliche Kantonsgebiet im Süden. Die Fernstraße E38 (Rocafuerte–Santo Domingo de los Colorados) führt an Chone vorbei. Die Straßen E383 und E384 verbinden Chone mit den Städten Bahía de Caráquez und Portoviejo.
Der Kanton Chone grenzt im Nordosten an den Kanton La Concordia der Provinz Santo Domingo de los Tsáchilas, im Osten an die Kantone El Carmen, Flavio Alfaro und Pichincha, im Süden an die Kantone Bolívar und Tosagua und im Westen an den Kanton San Vicente, die Parroquia San Isidro des Kantons Sucre sowie an die Kantone Jama und Pedernales.

## Verwaltungsgliederung
Der Kanton Chone ist in die Parroquias urbanas („städtisches Kirchspiel“)
- Chone
- Santa Rita

und in die Parroquias rurales („ländliches Kirchspiel“)
- Boyacá
- Canuto
- Chibunga
- Convento
- Eloy Alfaro
- Ricaurte
- San Antonio

gegliedert.

## Geschichte
Der Kanton Chone wurde am 24. Juli 1894 mit den Parroquias Chone und Canuto eingerichtet.
Entwicklung der Einwohnerzahl im Kanton Chone bei landesweiten Volkszählungen zum jeweiligen Gebietsstand:
| Jahr                    | Einwohner | +/-     |
| ----------------------- | --------- | ------- |
| 1950                    | 58.879    | –       |
| 1962                    | 104.402   | 77,3 %  |
| 1974                    | 123.468   | 18,3 %  |
| 1982                    | 138.862   | 12,5 %  |
| 1990                    | 115.646   | −16,7 % |
| 2001                    | 117.634   | 1,7 %   |
| 2010                    | 126.491   | 7,5 %   |
| 2022                    | 128.166   | 1,3 %   |
| Datenherkunft: Wikidata |           |         |